# Sparasion simplicifrons
Sparasion simplicifrons är en stekelart som beskrevs av Charles Thomas Brues 1940. Sparasion simplicifrons ingår i släktet Sparasion och familjen Scelionidae. Inga underarter finns listade i Catalogue of Life.